# Гибралтарская фондовая биржа
Гибралтарская фондовая биржа — единственная фондовая биржа на территории Гибралтара.
Была учреждена в 2006 году и должна была начать работу в 2007 году. Техническую поддержку планировалось осуществлять при помощи Венской фондовой биржи.
Фактически начала работу в 2014 году, полностью вступила в строй в начале 2015.